# Sant Julià del Vilar
Sant Julià del Vilar o de la Garriga és una antiga església romànica arruïnada del terme comunal de Queixàs, als Aspres del Rosselló.
El Mas del Bon Mosso és quasi a l'extrem nord del terme, accessible des de la carretera de Sant Miquel de Llotes.

## Història
Va ser construïda al segle xi, i surt esmentada en documentació medieval posterior com "ecclesia S. Juliani de Vilari" (1350) o "ecclesia S. Juliani de Garriga" (1404).

## L'edifici
En l'actualitat només se'n conserven vestigis, a les ruïnes de l'antic Mas del Bon Mosso: una gran construcció de forma circular. L'església, que en feia de capella, era de reduïdes dimensions i de nau única. Es conserva, mig enterrada entre les runes, la finestra central de l'absis, de doble esqueixada.